# Monkey hanger

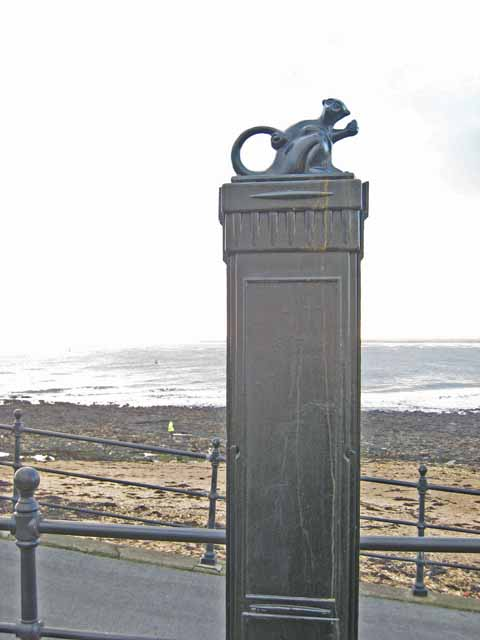
Bức tượng Khỉ Hartlepool trên Hartlepool Headland.

"Monkey hanger" (tạm dịch: Treo cổ khỉ hay con khỉ bị treo cổ) là một thuật ngữ thông tục mà người dân Hartlepool thường biết đến. Theo văn hóa dân gian địa phương, thuật ngữ này bắt nguồn từ một sự cố khi một con khỉ bị treo cổ tại Hartlepool, Anh.
Trong chiến tranh Napoléon, một chiến hạm của hải quân Pháp là Chasse-marée bị đắm ở bờ biển Hartlepool. Chỉ còn đúng một con khỉ sống sót, nó mặc trên mình quân phục Pháp để mua vui cho thủy thủ đoàn. Khi tìm thấy con khỉ, một vài người dân địa phương đã tổ chức một cuộc xét xử ngay trên bãi biển, khi con khỉ không thể trả lời được bất kỳ câu xét hỏi nào của họ và vì họ chưa từng thấy một con khỉ hay một người Pháp trước đây, họ kết tội con khỉ thực chất là một gián điệp của quân Pháp. Bị phán quyết là có tội, chú khỉ tội nghiệp đã bị kết án tử hình bằng hình phạt treo cổ trên bãi biển.
Một giả thuyết khác nói rằng thuật ngữ này nói về một cậu bé bị treo cổ (thuật ngữ "powder-monkey" thường sử dụng để chỉ trẻ em phục vụ trên tàu chiến để nhồi thuốc súng). Đề cập sớm nhất đến thuật ngữ này là từ một bài hát nổi tiếng, do nghệ sĩ hài Ned Corvan viết nhạc và biểu diễn vào thế kỉ 19 có tên "The Monkey Song" (Bài hát về chú khỉ). "Chỉ sau sự xuất hiện của Corvan tại Hartlepool là bằng chứng rõ ràng về sự phát triển câu chuyện về chú khỉ", bài hát dường như là nguồn gốc hợp lý nhất cho giai thoại này.
Một huyền thoại về con khỉ bị treo cổ tương tự trước đó với bài hát gần giống liên quan đến những cư dân ở Boddam, Aberdeenshire. Với ca từ và ngâm thơ giống y hệt ("And the Boddamers hung the Monkey, O"), rất có thể Ned Corvan đã nghe thấy và chuyển thể bài hát trong khi đi du ngoạn ở vùng đất thấp Scotland với Blind Willie Purvis.

## Bài hát về chú khỉ
In former times, mid war an' strife,

The French invasion threatened life,

An' all was armed to the knife,

The Fishermen hung the Monkey O!

The Fishermen wi' courage high,

Seized on the Monkey for a spy,

"Hang him" says yen, says another,"He'll die!"

They did, and they hung the Monkey O!.

They tried every move to make him speak,

They tortor'd the Monkey till loud he did squeak

Says yen, "That's French," says another "it's Greek"

For the Fishermen had got drunky, O!

"He's all ower hair!" sum chap did cry,

E'en up te summic cute an' sly

Wiv a cod's head then they closed an eye,

Afore they hung the Monkey O!

## Chú khỉ Hartlepool trong văn hóa đại chúng

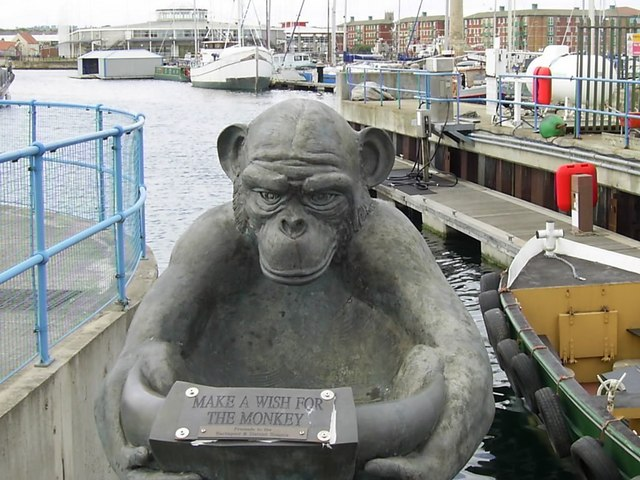
Một bức tượng khỉ khác tại Hartlepool Marina để thu tiền làm từ thiện.

Câu lạc bộ bóng đá địa phương là Hartlepool United F.C. đã viết hoa biệt danh "Monkey Hangers" của đội bằng cách tạo ra một linh vật gọi là "Khỉ H'Angus" năm 1999. Một người mặc bộ đồ khỉ là Stuart Drummond bất ngờ trở thành thị trưởng đầu tiên được bầu trực tiếp của Hartlepool vào năm 2002 dưới trang phục của linh vật H'Angus, nhưng ông bị cấm mặc bộ đồ này khi ở trong văn phòng. Một bức tượng khỉ đã được dựng lên tại Headland; một bức tượng khác tại Hartlepool Marina (trước đây là Tây Hartlepool) nhằm mục đích thu tiền cho một nhà tế bần địa phương. Mặc dù một vài người dân Hartlepool thấy từ ""Monkey Hanger" mang tính xúc phạm, nhưng một lượng lớn người dân lại chấp nhận thuật ngữ và ăn mừng, coi nó là một dấu nét quan trọng và độc đáo của thị trấn; như đã thấy trong bộ phim tài liệu năm 2014 Heart of the Pools 